# Journey (Computerspiel, 2012)
Journey ist ein Adventure-Spiel von thatgamecompany, welches zuerst über das PlayStation Network veröffentlicht wurde. In Journey spielt man eine mit einer Robe bekleidete Figur, die durch eine riesige Wüste läuft, auf dem Weg zu einem großen Berg am Horizont. Auf dieser Reise kann der Spieler weitere Spieler treffen, allerdings immer nur einen gleichzeitig; die beiden Spieler können sich gegenseitig helfen, aber nicht per Sprache oder Text miteinander kommunizieren. Auch der Benutzername der Mitspieler, beziehungsweise des Mitspielers, wird erst am Ende des Spiels während des Abspanns angezeigt. Journey erschien in Nordamerika am 6. März 2012 für PlayStation-Plus-Mitglieder im PlayStation Store und einen Tag später in Europa. Im regulären Store erschien das Spiel eine Woche später, am 13. beziehungsweise 14. März. Am 28. August 2012 wurde in den Vereinigten Staaten eine Collector’s Edition auf Blu-ray veröffentlicht, die neben dem Spiel ebenfalls die beiden Vorgänger Flower und Flow von thatgamecompany beinhaltet, sowie Soundtracks, Making-ofs und Minispiele. Am 21. Juli 2015 wurde das Spiel im PlayStation Store für die PlayStation 4 veröffentlicht.
Journey erhielt durchweg positive Kritiken und war in den zwei Wochen nach seiner Veröffentlichung das bisher schnellstverkaufte Spiel im amerikanischen PlayStation Network. Der Soundtrack zum Spiel von Austin Wintory wurde bei den Grammy Awards 2013 in der Kategorie Bester komponierter Soundtrack für visuelle Medien nominiert.

## Spielprinzip
In Journey übernimmt der Spieler die Rolle der mit einer Robe bekleideten Figur in einer Wüste. Das Spiel hat keine Karte oder Anweisungen, sondern nur einen großen Berg in der Ferne, zu dem der Spieler reist. Während der Reise kann der Spieler bei bestehender Internetverbindung auf andere Spieler treffen, jedoch nur einen gleichzeitig. Sie können nicht miteinander reden, aber sich gegenseitig auf der Reise helfen. Nach Aussagen von Designer Jenova Chen geht das Spiel darum, dass sich zwei Fremde online treffen, nicht wissen, wer der andere ist und wie alt er ist. Sie wissen nur, dass es ein anderer Mensch ist. Die einzige Möglichkeit zu kommunizieren ist mit wortlosen Rufen. Zur Identifikation haben Spieler Runen auf ihren Roben, damit Spieler erkennen können, ob sie den Reisenden schon einmal getroffen haben.
Während der Reise durch die Wüste treffen die Spieler auf Stoffteile, die gesammelt werden können und einem ermöglichen, kurze Zeit zu fliegen. Ebenfalls gibt es magische Objekte und Ruinen. In versteckten Bereichen gibt es Wandteppiche und andere Hinweise, die auf die Vorgeschichte des Spiels hindeuten.

## Entwicklung

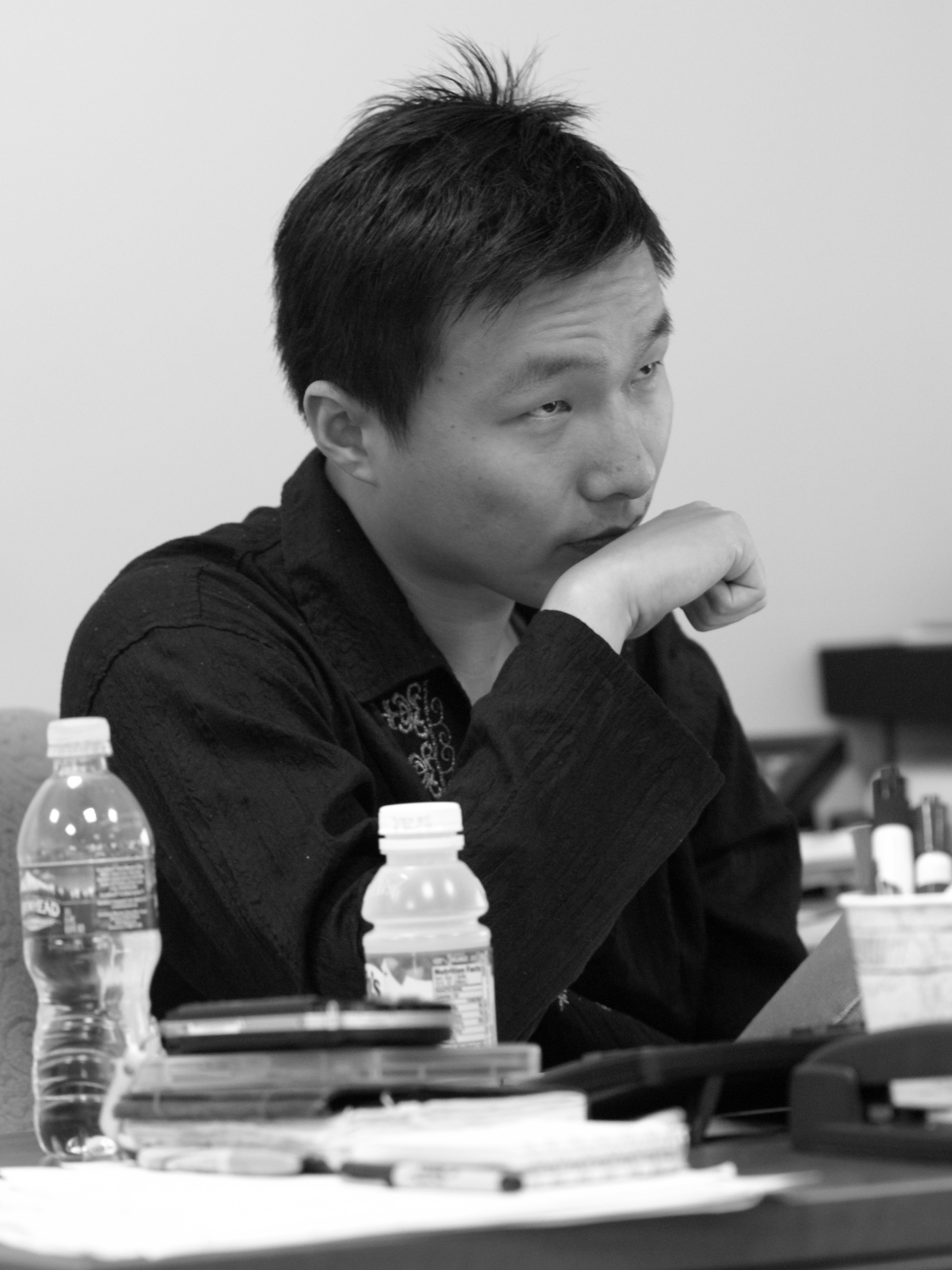
Creative Director und Game Designer Jenova Chen, 2007

Die Entwicklung von Journey begann im Jahr 2009, direkt nach der Veröffentlichung von Flower. Das Entwicklungsteam bestand zum großen Teil aus Entwicklern von thatgamecompanys vorherigen Spielen, inklusive Jenova Chen als Creative Director und Austin Wintory, der Komponist von Flow. Kellee Santiagos Rolle als Spielproduzentin übernahm dagegen Robin Hunicke, da sich Santiago auf die Firmenführung konzentrierte. Die Grundidee des Spiels, wie von Chen entworfen, war es, ein Spiel zu entwickeln, das weiter ging als die „typische Verlieren-/Töten-/Gewinnen-Mentalität“ bei Videospielen. Das Team entwickelte zuerst einen Prototyp namens Dragon, in dem Spieler versuchen sollten ein großes Monster voneinander wegzulocken; sie ließen diese Idee jedoch fallen, als sie herausfanden, dass es für Spieler einfacher war, die anderen zu ignorieren und dies zu ihrem eigenen Vorteil auszunutzen. Journey beabsichtigt, dass sich der Spieler „klein“ fühlt und soll ihm ein Gefühl der Ehrfurcht vor seiner Umgebung vermitteln. Der Koop-Aspekt des Spiels soll es den Spielern ermöglichen, mehr durch das gemeinsame Erkunden als durch das Sprechen oder miteinander Kämpfen eine Verbindung zueinander aufzubauen.

## Rezeption
GameTrailers und 1Up.com ernannten neben anderen Websites Journey zum besten herunterladbaren Spiel bei der Electronic Entertainment Expo 2011.
Journey wurde mit einer Wertung von 92/100 auf Metacritic, basierend auf 78 Kritiken, durchweg positiv aufgenommen. GameTrailers fand, dass „Journey ein komplettes Paket liefert mit der künstlerischen Vision intakt.“ PlayStation Official Magazine – UK schrieb, dass Journey „eines der wenigen Spiele ist, welches man nach dem Durchspielen reflektiert und ein Lehrbeispiel dafür ist wie weniger mehr sein kann, wenn es um das Erschaffen von Geschichten […] geht.“ IGN vergab 9 von 10 Punkten. 4Players nannte Journey „märchenhaft, beeindruckend, inspirierend“ und vergab eine Wertung von 90 % („ausgezeichnet“). Das österreichische pressplay-Magazin vergab 10 von 10 Punkten und merkte an, dass „[…] Konzepte abseits des Mainstreams mehr als nur reizvoll sein können – weswegen jeder PS3-Besitzer dieses Meisterwerk gespielt haben muss, ohne Wenn und Aber“.

### Auszeichnungen und Nominierungen
| Auszeichnung                                         | Kategorie                                             | Nominierte & Preisträger                   | Ergebnis  |
| ---------------------------------------------------- | ----------------------------------------------------- | ------------------------------------------ | --------- |
| 1UP’s Best Games of E3 2011                          | Best Download Game                                    | –                                          | Gewonnen  |
| Annie Award 2013                                     | Best Animated Video Game                              | –                                          | Gewonnen  |
| BAFTA Video Games Awards 2013                        | Artistic Achievement                                  | Entwicklerteam                             | Gewonnen  |
| BAFTA Video Games Awards 2013                        | Audio Achievement                                     | Steve Johnson, Austin Wintory, Keith Leary | Gewonnen  |
| BAFTA Video Games Awards 2013                        | Online – Multiplayer                                  | Entwicklerteam                             | Gewonnen  |
| BAFTA Video Games Awards 2013                        | Original Music                                        | Austin Wintory, Keith Leary, Monty Mudd    | Gewonnen  |
| BAFTA Video Games Awards 2013                        | Game Design                                           | Entwicklerteam                             | Gewonnen  |
| BAFTA Video Games Awards 2013                        | Game Innovation                                       | Entwicklerteam                             | Nominiert |
| BAFTA Video Games Awards 2013                        | Best Game                                             | Entwicklerteam                             | Nominiert |
| BAFTA Video Games Awards 2013                        | Story                                                 | Entwicklerteam                             | Nominiert |
| Destructoid – Best of 2012                           | Best Platforming Game                                 | –                                          | Gewonnen  |
| Destructoid – Best of 2012                           | Best Visuals                                          | –                                          | Gewonnen  |
| Destructoid – Best of 2012                           | Best Soundtrack                                       | Austin Wintory                             | Gewonnen  |
| Entertainment Weekly – Best of Videogames 2012       | Game of the Year                                      | –                                          | Gewonnen  |
| Examiner.com’s 2011 E3 Awards                        | Living Artwork                                        | –                                          | Gewonnen  |
| Grammy Awards 2013                                   | Best Score Soundtrack for Visual Media                | Austin Wintory                             | Nominiert |
| GameCity Prize 2012                                  | GameCity Prize                                        | –                                          | Gewonnen  |
| Game Developers Choice Online Awards 2012            | Online Innovation Award                               | –                                          | Gewonnen  |
| Game Developers Choice Awards 2012                   | Game of the Year                                      | –                                          | Gewonnen  |
| Game Developers Choice Awards 2012                   | Innovation Award                                      | –                                          | Gewonnen  |
| Game Developers Choice Awards 2012                   | Best Audio                                            | –                                          | Gewonnen  |
| Game Developers Choice Awards 2012                   | Best Downloadable Game                                | –                                          | Gewonnen  |
| Game Developers Choice Awards 2012                   | Best Game Design                                      | –                                          | Gewonnen  |
| Game Developers Choice Awards 2012                   | Best Visual Arts                                      | –                                          | Gewonnen  |
| Game Informer's Best of E3 Awards 2010               | Best Downloadable Title                               | –                                          | Gewonnen  |
| GameSpot – The Best of E3 2010                       | Best Adventure Game                                   | –                                          | Gewonnen  |
| GameSpot's Best Games of 2012                        | Overall Game of the Year                              | –                                          | Gewonnen  |
| GameSpot's Best Games of 2012                        | PSN Game of the Year                                  | –                                          | Gewonnen  |
| GameSpy's Best of E3 2011 Awards                     | Best Downloadable Game                                | –                                          | Gewonnen  |
| GameTrailers's Best of E3 2011 Awards                | Best Downloadable Game                                | –                                          | Gewonnen  |
| GameTrailers Game of the Year Awards 2012            | Best Downloadable Game                                | –                                          | Gewonnen  |
| GameTrailers Game of the Year Awards 2012            | Best Adventure Game                                   | –                                          | Gewonnen  |
| IGN – Best of 2012                                   | Overall Game                                          | –                                          | Gewonnen  |
| IGN – Best of 2012                                   | Overall Music                                         | –                                          | Gewonnen  |
| IGN – Best of 2012                                   | PS3 Game                                              | –                                          | Gewonnen  |
| IGN – Best of 2012                                   | PlayStation Network Game                              | –                                          | Gewonnen  |
| IGN – Best of 2012                                   | PS3 Graphics                                          | –                                          | Gewonnen  |
| IGN – Best of 2012                                   | PS3 Sound People’s Choice                             | –                                          | Gewonnen  |
| Inside Gaming Awards 2012                            | Best Art Direction                                    | –                                          | Gewonnen  |
| D.I.C.E. Awards 2013                                 | Game of the Year                                      | –                                          | Gewonnen  |
| D.I.C.E. Awards 2013                                 | Outstanding Achievement in Art Direction              | –                                          | Gewonnen  |
| D.I.C.E. Awards 2013                                 | Outstanding Achievement in Online Gameplay            | –                                          | Gewonnen  |
| D.I.C.E. Awards 2013                                 | Outstanding Achievement in Original Music Composition | –                                          | Gewonnen  |
| D.I.C.E. Awards 2013                                 | Outstanding Achievement in Sound Design               | –                                          | Gewonnen  |
| D.I.C.E. Awards 2013                                 | Outstanding Innovation in Gaming                      | –                                          | Gewonnen  |
| D.I.C.E. Awards 2013                                 | Casual Game of the Year                               | –                                          | Gewonnen  |
| D.I.C.E. Awards 2013                                 | Outstanding Achievement in Game Direction             | –                                          | Gewonnen  |
| D.I.C.E. Awards 2013                                 | Downloadable Game of the Year                         | –                                          | Nominiert |
| D.I.C.E. Awards 2013                                 | Outstanding Achievement in Gameplay Engineering       | –                                          | Nominiert |
| D.I.C.E. Awards 2013                                 | Outstanding Achievement in Story                      | –                                          | Nominiert |
| CEDEC Awards 2012                                    | Best Visual Arts                                      | –                                          | Gewonnen  |
| Japan Game Awards 2012                               | Game Designers Awards                                 | –                                          | Gewonnen  |
| Joystiq Top 10 of 2012                               | Game of the Year                                      | –                                          | Gewonnen  |
| Kill Screen’s Top Ten Games of 2012                  | Game of the Year                                      | –                                          | Gewonnen  |
| Korea Games Conference Awards 2012                   | Open Track Award                                      | –                                          | Gewonnen  |
| The Machinima.com Best of E3 2011 Awards             | Best Downloadable Game                                | –                                          | Gewonnen  |
| NAVGTR Awards 2013                                   | Game of the Year                                      | –                                          | Gewonnen  |
| NAVGTR Awards 2013                                   | Animation, Interactive                                | –                                          | Gewonnen  |
| NAVGTR Awards 2013                                   | Character Design                                      | –                                          | Gewonnen  |
| NAVGTR Awards 2013                                   | Original Dramatic Score, New IP                       | –                                          | Gewonnen  |
| NAVGTR Awards 2013                                   | Game, Special Class                                   | –                                          | Gewonnen  |
| NAVGTR Awards 2013                                   | Game Design, New IP                                   | –                                          | Nominiert |
| NAVGTR Awards 2013                                   | Original/Adapted Song                                 | I Was Born for This                        | Nominiert |
| NAVGTR Awards 2013                                   | Use of Sound, New IP                                  | –                                          | Nominiert |
| Peabody Award 2022                                   | Interactive Narrative                                 | –                                          | Gewonnen  |
| PlayStation Awards 2012                              | PlayStation Store Special Prize                       | –                                          | Gewonnen  |
| PlayStation Awards 2012                              | User Choice Price                                     | –                                          | Gewonnen  |
| PlayStation LifeStyle Awards 2012                    | Game of the Year                                      | –                                          | Gewonnen  |
| PlayStation LifeStyle Awards 2012                    | Best PSN Game                                         | –                                          | Gewonnen  |
| PlayStation LifeStyle Awards 2012                    | Reader’s Choice Best Game                             | –                                          | Gewonnen  |
| PlayStation: The Official Magazine – Best of E3 2011 | Most Valuable Game                                    | –                                          | Gewonnen  |
| Igromania Awards 2012                                | Game of the Year                                      | –                                          | Gewonnen  |
| Spike Video Game Awards 2012                         | Best PS3 Game                                         | –                                          | Gewonnen  |
| Spike Video Game Awards 2012                         | Best Independent Game                                 | –                                          | Gewonnen  |
| Spike Video Game Awards 2012                         | Best Original Score                                   | –                                          | Gewonnen  |
| TEC Awards 2013                                      | Outstanding Creative Achievement                      | –                                          | Gewonnen  |
| Telegraph Video Game Awards 2012                     | Best Director                                         | Jenova Chen                                | Gewonnen  |
| Telegraph Video Game Awards 2012                     | Best Art Direction                                    | –                                          | Gewonnen  |
| Telegraph Video Game Awards 2012                     | Best Sound Design                                     | –                                          | Gewonnen  |
| Telegraph Video Game Awards 2012                     | Best Original Score                                   | Austin Wintory                             | Nominiert |
| Telegraph Video Game Awards 2012                     | Best Developer                                        | thatgamecompany                            | Nominiert |
| Telegraph Video Game Awards 2012                     | Best Integration of Online                            | –                                          | Nominiert |
| VGChartz – E3 2011: Best of Show Awards              | Best Downloadable Game                                | –                                          | Gewonnen  |
| X-Play’s Best of 2012 Awards                         | Most Original Game                                    | –                                          | Gewonnen  |
| X-Play’s Best of 2012 Awards                         | Best Art Direction                                    | –                                          | Gewonnen  |